# Fink (musiker)
 For alternative betydninger, se Fink. (Se også artikler, som begynder med Fink)
Fin Greenall, kendt som Fink, er en producer/sanger og guitarist fra Storbritannien.